# Liliana Bodoc

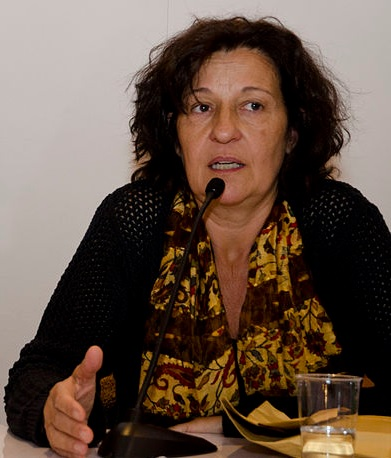
Liliana Bodoc (2014)

Liliana Bodoc (* 21. Juli 1958 in Santa Fe; † 6. Februar 2018) war eine argentinische Schriftstellerin, bekannt durch die Fantasy-Trilogie Die Grenzländersaga.

## Biografie
Liliana Bodoc wurde 1958 im argentinischen Santa Fe geboren und wuchs in der Provinz Mendoza auf. Sie studierte und lehrte moderne Literatur. Für den ersten Band der Grenzländersaga, Die Tage des Hirsches, erhielt sie zahlreiche Auszeichnungen, u. a. den Preis der Buchmesse von Buenos Aires (2000). Sie wurde 2002 in die Ehrenliste (Honour List) von IBBY aufgenommen und bekam eine special mention in The White Ravens, der jährlichen Empfehlungsliste der Internationalen Jugendbibliothek.
Liliana Bodoc lebte in Buenos Aires.

## Werke (Auswahl)
- Die Grenzländersaga (La saga de los confines). Suhrkamp Verlag, Frankfurt am Main 2008/09

1. Die Tage des Hirsches. Roman (Los días del venado). 2008, ISBN 978-3-518-45979-9.
2. Die Tage des Schattens. Roman (Los días de la sombra). 2009, ISBN 978-3-518-46029-0.
3. Die Tage des Feuers. Roman (Los días del fuego). 2009, ISBN 978-3-518-46081-8.

- Memorias impuras. Los padres. Planeta, Buenos Aires 2007